# 仁木町 (岡崎市)
仁木町（にっきちょう）は、愛知県岡崎市の町名である。丁番を持たない単独町名であり、11の小字が設置されている。

## 地理
岡崎市の北西部に位置し、西は豊田市に接している。

### 河川
- 矢作川

### 小字
| - 字荒子（あらこ） - 字荒下（あらした） - 字池田（いけだ） - 字川越（かわごし） | - 字干地（かんじ） - 字郷西（ごうにし） - 字五反田（ごたんだ） - 字東郷（とうごう） | - 字年重（ねんじゅう） - 字八反田（はったんだ） - 字家下（やした） |

## 世帯数と人口
2023年（令和5年）1月1日現在の世帯数と人口は以下の通りである。
| 町丁   | 世帯数  | 人口    |
| ------ | ------- | ------- |
| 仁木町 | 765世帯 | 1,401人 |

### 人口の変遷
国勢調査による人口の推移
| 1995年（平成7年）  | 2,723人 | [ 5 ] |  |
| 2000年（平成12年） | 2,259人 | [ 6 ] |  |
| 2005年（平成17年） | 2,136人 | [ 7 ] |  |
| 2010年（平成22年） | 2,004人 | [ 8 ] |  |
| 2015年（平成27年） | 1,738人 | [ 9 ] |  |

## 学区
市立小・中学校に通う場合、学区は以下の通りとなる。
| 番・番地等 | 小学校             | 中学校               | 高等学校 |
| ---------- | ------------------ | -------------------- | -------- |
| 全域       | 岡崎市立細川小学校 | 岡崎市立新香山中学校 | 三河学区 |

## 歴史
額田郡仁木村を前身とする。8世紀には額田八郷の一つ新城郷が成立した。
足利義実の子・仁木実国が新城（）荘（仁木町）を本拠とし、仁木氏の祖となった。

### 沿革
- 1889年（明治22年）10月1日 - 町村制施行。細川村・仁木村・奥山田村が合併し、細川村大字仁木となる[12]。
- 1906年（明治39年）5月1日 - 合併に伴い、岩津村大字仁木となる[13]。
- 1928年（昭和3年）5月1日 - 町制施行に伴い、岩津町大字仁木となる[13]。
- 1955年（昭和30年）2月1日 - 岡崎市へ編入し、同市仁木町ととなる[13]。

## 施設
- 仁木会館
- 三菱自動車工業EV技術センター
- マルサンアイ本社
- 北斗病院
- 岡崎市上下水道局仁木浄水場
- 仁木河川緑地
- 仁木八幡宮
- 法誠寺
- 見徳寺

## ギャラリー
- マルサンアイ本社
- 北斗病院
- 仁木八幡宮
- 仁木八幡宮

## 交通
- 東名高速道路
  - 通過するのみである。
- 国道248号
- 愛知県道39号岡崎足助線（足助街道）

## その他

### 日本郵便
- 郵便番号 : 444-2148[3]（集配局：岩津郵便局[14]）。

## 参考資料
- 有限会社平凡社地方資料センター 編『日本歴史地名体系第23巻 愛知県の地名』平凡社、1981年。ISBN 4-582-49023-9。
- 「角川日本地名大辞典」編纂委員会 編『角川日本地名大辞典 23 愛知県』角川書店、1989年3月8日。ISBN 4-04-001230-5。
- 新編岡崎市史編集委員会 編『新編岡崎市史』 第20巻《総集編》、新編岡崎市史編さん委員会、1993年3月15日。NDLJP:9572171。(要登録)